# Мэддисон, Ангус
Ангус Мэддисон (6 декабря 1926 — 24 апреля 2010) — британский экономист, специализирующийся на макроэкономической истории, включая измерение и анализ экономического роста и развития. Он был почетным профессором экономического факультета Гронингенского университета.
Документировал экономические показатели в течение длительного периода времени и в крупных странах на каждом континенте мира.

## Ранняя жизнь и обучение
Уроженец Ньюкасла, Мэддисон получил образование в Дарлингтонской средней школе и далее учился в колледже Селвин в Кембридже. После учёбы в Университете Макгилла и Университете Джонса Хопкинса в качестве аспиранта, он решил не заниматься докторской диссертацией и вернулся в Великобританию, чтобы преподавать в течение года в Университете Сент-Эндрюса. Впоследствии он получил докторскую степень в 1978 году в Университете Экс-Марселя во Франции.

## ОЭСР
В 1953 году Мэддисон вступил в Организацию европейского экономического сотрудничества (ОЭСР), а затем возглавил экономический отдел ОЭСР. В 1963 году, Мэддисон стал помощником директора департамента экономического развития. В 1966-71 годах он взял отпуск и провел следующие 15 лет в серии консультационных назначений, в течение которых он вернулся в ОЭСР на четыре года.

## Политический советник и профессор
В 1969—1971 годах Мэддисон работал в консультативной службе по вопросам развития по международным делам. Мэддисон также занимал должность советника по вопросам политики в различных организациях, включая правительства Ганы и Пакистана. Кроме того, он побывал во многих странах и часто непосредственно консультировал руководителей правительств таких стран, как Бразилия, Гвинея, Монголия, СССР и Япония. Это позволило ему получить представление о факторах, определяющих экономический рост и процветание.
В 1978 году Мэддисон был назначен профессором истории в Университете Гронингена. Мэддисон был пионером в области построения национальных счетов, где счета страны рассчитываются в течение нескольких десятилетий вплоть до 1-го года. С этой целью он объединил современные методы исследования со своими обширными знаниями экономической истории и, в частности, показателей стран в области ВВП на душу населения. Результатом его работы стало глубокое новое понимание причин, по которым одни страны стали богатыми, а другие остались бедными (или впали в нищету). В этой области Мэддисон считался самым выдающимся ученым в мире.
В последние два десятилетия Мэддисон в основном сосредоточился на построении данных и анализе более далекого прошлого. Например, он опубликовал авторитетное исследование об экономическом росте Китая за последние двадцать веков. Это исследование сильно активизировало исторические дебаты о сильных и слабых сторонах Европы и Китая как двух ведущих мировых экономических сил. Его оценки дохода на душу населения в Римской империи следовали за новаторскими работами Кита Хопкинса и Раймонда У. Голдсмита. Он также был автором многих работ по историческому экономическому анализу, в том числе «Мировая экономика: историческая статистика» и ряда других справочников на ту же тему.

## Награды, смерть и наследие
До конца своей жизни Мэддисон жил в Шевенкуре, недалеко от Туротта (Франция), но поддерживал прочные связи с Университетом Гронингена. Он был соучредителем и интеллектуальным лидером Гронингенского центра роста и развития исследовательской группы при экономическом факультете в Гронингене, которая фокусируется на долгосрочном экономическом росте. Базы данных, которые ведут Мэддисон и его бывшие коллеги и которые в настоящее время охватывают практически все страны мира, являются одним из важнейших источников для анализа долгосрочного экономического роста и используются во всем мире учеными и аналитиками политики.
Мэддисон получил королевскую орден Оранских-Нассау, когда ему исполнилось 80, а в октябре 2007 года Мэддисон получил почетную докторскую степень в Университете Хитоцубаси, Япония.
Мэддисон скончался в субботу, 24 апреля 2010 года, в американской больнице Парижа в Нейи-сюр-Сен, Франция. После его смерти, исчерпывающая работа Мэддисона по количественной оценке мировой экономической истории получила высокую оценку.

## Сочинения
- Economic Growth in Japan and the USSR — London : Allen & Unwin, 1969. — 208 p.
- Мэддисон, Ангус Экономическое развитие в странах Запада = Economic Growth in the West: Comparative Experience in Europe and North America. / Под ред. и с предисл. [с. 5-20] А. А. Манукяна. — М. : Прогресс, 1967. — 374 с.
- Мэддисон, Энгас Контуры мировой экономики 1 — 2030 гг.: очерки по макроэкономической истории = Contours of the World Economy 1-2030 AD: Essays in Macro-Economic History. / Пер. с англ. Ю. Каптуревского; под ред. О. Филаточевой. — М.: Изд. Института Гайдара, 2012. — 584 с. — ISBN 978-5-93255-350-3